# Anastoechus bitinctus
Anastoechus bitinctus är en tvåvingeart som beskrevs av Becker 1916. Anastoechus bitinctus ingår i släktet Anastoechus och familjen svävflugor. Inga underarter finns listade i Catalogue of Life.